# Dwergkasuaris
De dwergkasuaris (Casuarius bennetti) is een vogel uit het geslacht van de kasuarissen en de familie van de Casuariidae (kasuarissen en emoes). Het is een endemische vogelsoort uit Nieuw-Guinea.

## Beschrijving
De dwergkasuaris is de kleinste van de drie soorten kasuarissen, hij is gemiddeld één meter lang. Hij verschilt van de helmkasuaris door het ontbreken van hangende lellen aan de hals en door de driehoekige plaat boven op de kop. Het voorste deel van zijn hals is oranje en het verenkleed is zwart. De vrouwtjes zijn doorgaans wat groter dan de mannetjes. De mannetjes hebben meestal een feller rood en blauw gekleurde kale huid op hun kop en hals. Ze hebben eveneens een langere plaat op hun kop dan de vrouwtjes. Deze vogels leven solitair of in kleine familiegroepjes. Ze voeden zich met vruchten, insecten en andere kleine dieren.

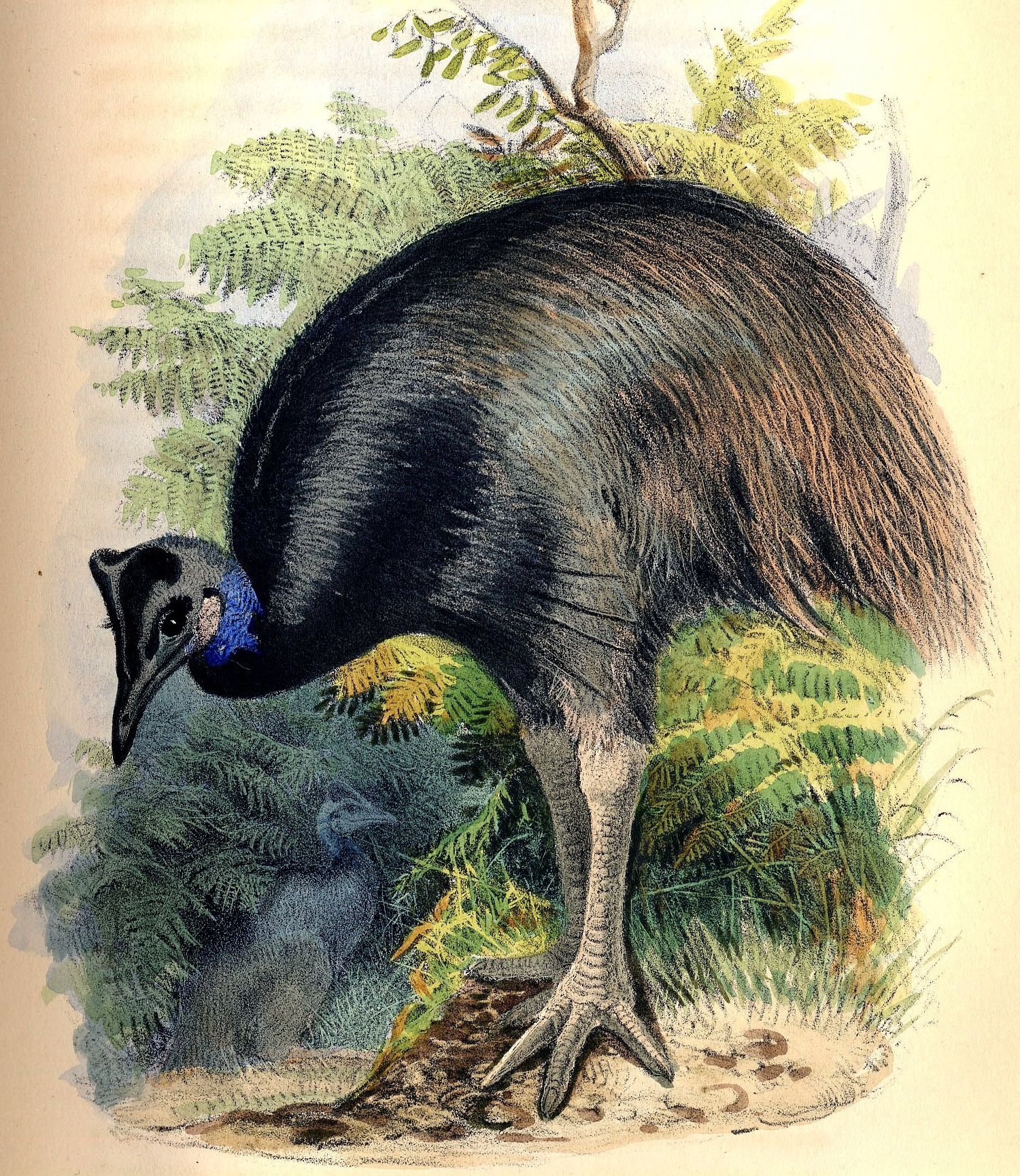
Uit: Gatherings of a naturalist in Australasia by George Bennett (1860).

## Verspreiding en leefgebied
De dwergkasuaris komt voor in zowel laagland van het Huonschiereiland (provincie Morobe) als in het centrale berggebied van Papoea (Indonesië) en Papoea-Nieuw-Guinea tot op een hoogte van 3300 m boven de zeespiegel. Verder op de eilanden Yapen en Nieuw-Brittannië.
In het bergland is het een bewoner van dichte hellingbossen. Verder komt de dwergkasuaris voor in laaglandbos in gebieden waar geen andere soorten kasuaris verblijven in het noordoosten van Papoea-Nieuw-Guinea.

## Status
De vogel komt ook voor in bossen waarin is gekapt en kan zich aanpassen in secondair bos. Plaatselijk is de dwergkasuaris nog vrij algemeen. De vogel heeft lokaal te lijden van jacht maar het effect daarvan gering is en de populatie is min of meer stabiel. Daarom staat de soort sinds 2015 als niet bedreigd op de Rode Lijst van de IUCN.